# Habitation Le Beau
L'habitation Le Beau est une ancienne plantation caféière située sur la commune de Jérémie, en Haïti.

## Histoire
Alors qu'Haïti est une colonie française sous le nom de Saint-Domingue, l'habitation Le Beau est une plantation caféière située dans le quartier des Fonds-Rouges, à quelque 20 km de Jérémie, non loin de l'habitation Madère où naquit le général Thomas Alexandre Dumas. 
À l’origine, cette concession de terres d’une superficie de 120 carreaux, soit près de 155 hectares, avait été octroyée en 1742 à Charles Auger par le marquis de Larnage, alors gouverneur général de Saint-Domingue. Elle passa en 1756 entre les mains de Gaspard Le Beau, un riche négociant de l'île. Sa petite-fille Elisabeth Chassériau, née Ranson, en sera la dernière propriétaire. 
D’après la carte de la côte de la Grande Anse levée le 29 avril 1769, neuf bâtiments étaient édifiés sur la plantation dont la maison de maître et quatre cases. Il est probable que de nouvelles constructions aient été bâties par la suite notamment en 1792, comme semble l’indiquer l’achat de matériaux (35.000 carreaux, 2.000 briques etc…). Elle tirait son eau depuis la ravine des Sables, aujourd’hui renommée ravine Martineau du nom de François Martineau, beau-frère d’Elisabeth Chassériau.

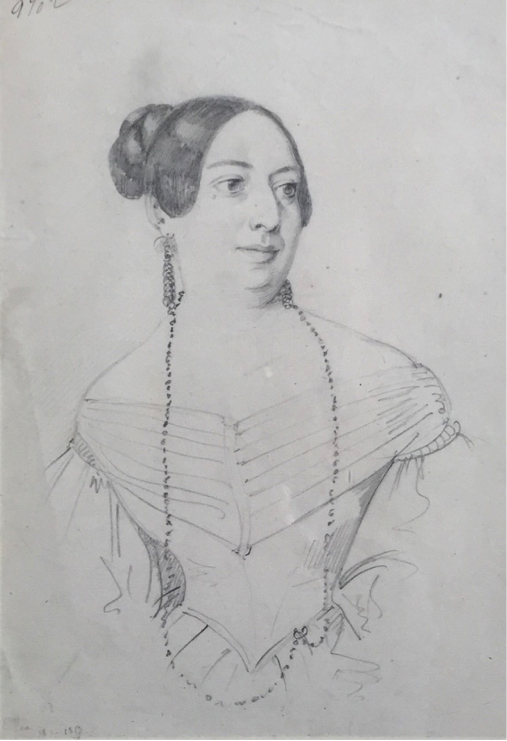
La créole Elisabeth Chassériau, dernière propriétaire de la plantation (portrait dessiné par Théodore Chassériau).

Les propriétaires de la région de Jérémie avaient massivement armé des camps et financé les milices pro-esclavagistes. En 1793, l’habitation Le Beau contribua ainsi aux frais d’une armée composée d’auxiliaires noirs dirigée par Jean Kina, un ancien esclave qui avait refusé plusieurs fois sa liberté, avant de finalement l’accepter. En janvier 1793, l’armée de Jean Kina participa à l'attaque des Platons, nom d'un camp d'esclaves révoltés, situé à une centaine de kilomètres au sud de Jérémie.
Employant encore quelque 80 esclaves après la Révolution Française, son activité semble s'être arrêtée en 1802 avec le retour en France d’Elisabeth Chassériau et son époux Victor Frédéric Chassériau. Leur fils Charles Frédéric Chassériau qui deviendra architecte en chef d’Alger, venait la même année de naître à Port-au-Prince.

## Sources
- Crépuscule d'une plantation de café à Saint-Domingue, L’habitation Le Beau (1791-1798) par Jean-Baptiste Nouvion, LAC éditions, Paris, 2020